# Hipobrómossav
A hipobrómossav  egy instabil sav. Képlete HBrO. Csak oldatban fordul elő. Kémiai és fizikai tulajdonságai nagyon hasonlítanak a hipoklórossavéra.
Vizes oldatban részlegesen OBr− hipobromit anionra és H+ protonra disszociál. A hipobromit sók sárga színűek, instabilak, bromid és bromát sókra bomlanak.
Víz és tiszta bróm reakciójával lehet előállítani:
Br2(aq) + H2O(l) ⇌ HOBr(aq) + HBr(aq)
Az egyensúly eltolható higany(II)-oxid hozzáadásával, mely a hidrogén-bromiddal reagál. Az oldatot a HBrO 6%-os koncentrációjáig lehet dúsítani:
{\displaystyle \mathrm {2\ Br_{2}+3\ HgO+H_{2}O\longrightarrow HgBr_{2}+2\ HgO+2\ HBrO} }
A HgBr2 és a HgO HgBr2·2 HgO-á egyesül.
Használják fehérítőként, oxidálószerként, szagtalanítóként és fertőtlenítőként. Melegvérű gerincesekben főleg az eozinofilek termelik az eozinofil peroxidáz enzim segítségével, bromidot felhasználva. Gyógyfürdőkben is bromidot használnak fertőtlenítőszerként, ebből oxidálószerrel való reakcióval hipobromit keletkezik, az eozinofil peroxidázhoz hasonló módon. A hipoklórossavval együtt használva különösen hatékony.
Brómsavra és hidrogén-bromidra bomlik:
{\displaystyle \mathrm {3\ HBrO\longrightarrow 2\ HBr+HBrO_{3}} }
0 °C-on kell előállítani és tárolni. Gyenge sav és erős oxidálószer. Savas oldatban a standard potenciálja HBrO/Br− +1,34 V.

## Fordítás
Ez a szócikk részben vagy egészben  a   Hypobromige Säure című német Wikipédia-szócikk fordításán alapul.  Az eredeti cikk szerkesztőit annak laptörténete sorolja fel. Ez a jelzés csupán a megfogalmazás eredetét és a szerzői jogokat jelzi, nem szolgál a cikkben szereplő információk forrásmegjelöléseként.
Ez a szócikk részben vagy egészben  a   Hypobromous acid című angol Wikipédia-szócikk ezen változatának fordításán alapul.  Az eredeti cikk szerkesztőit annak laptörténete sorolja fel. Ez a jelzés csupán a megfogalmazás eredetét és a szerzői jogokat jelzi, nem szolgál a cikkben szereplő információk forrásmegjelöléseként.